# Cumbia bolivienne
La cumbia bolivienne (espagnol : cumbia boliviana) est une variante de la cumbia, influencée par la cumbia péruvienne, la cumbia argentine et la cumbia mexicaine.

## Histoire
Les groupes de cumbia boliviens les plus importants datent des années 1990 et ont été influencés par le style romantique de la cumbia mexicaine. Parmi les plus importants figurent Los Brother's, América Pop, FM Silvina, Pk2, Los Koris, Veneno, Miguel Orías, Jorge Eduardo, Grupo Flash, Sobrinos del Tío, Rumba 7 et Mónica Ergueta.
La cumbia bolivienne est également interprétée par des groupes ayant un style différent, appelé cumbia andine ou cumbia chicha, qui fusionne la cumbia avec la musique folklorique bolivienne, comme la morenada, la saya, les caporales, les tinkus et la diablada. À la fin des années 1980 et dans les années 1990, des groupes tels que Iberia, Maroyu, Clímax, Enlace et Los Ronisch interprètent une cumbia qui a été bien accueillie, dansée et écoutée, en particulier par le secteur populaire de la société bolivienne. Ces groupes avaient leur propre style unique qui allait devenir une influence, plus tard connue sous le nom de cumbia sureña.
Déjà au début des années 2000, la cumbia villera argentine prend d'assaut l'Argentine, et quelques années plus tard, des groupes comme América Brass, Los Sigmas, Expreso, Balcanes, Florida et David Castro s'aventurent dans un style qui fusionne avec la cumbia villera, appelé chicha villera. Tous caractérisés par l'utilisation récurrente de l'orgue, on peut également citer dans ce style la cumbia andine, une adaptation et une combinaison musicale de la musique folklorique régionale, une ramification de la cumbia bolivienne qui inclut également des sons électroniques.
La cumbia andine est une adaptation et une combinaison musicale de la musique folklorique sud-américaine en général ; et la cumbia au Mexique, une ramification de la cumbia mexicaine qui a des traits de la cumbia colombienne.
En 2021, la chanteuse Bonny Lovy sort une chanson La Cumbia Boliviana qui compte plus de 1 825 700 lectures sur YouTube.